# 鄞城大道
鄞城大道，前称明州大道、甬金高速公路明州连接线，于2015年正式定名为鄞城大道，是浙江省宁波市的一条公路，全长28.7公里，起于鄞州区东钱湖镇 215省道，经过鄞州区横溪镇、云龙镇、姜山镇，奉化区方桥街道，海曙区石碶街道、洞桥镇，终于海曙区鄞江镇 鄞横线，于2019年12月25日全线通车。

## 历史
- 2006年12月27日，洞桥至鄞江段通车[4][6]
- 2012年12月26日，东钱湖至横溪段通车[7][8]
- 2017年6月20日，横溪至姜山段通车[9]
- 2018年10月1日，机场路至姜茅线（ 宁西线）段通车[10]
- 2019年12月25日，机场路至洞桥段通车，鄞城大道全线通车[5]。

## 相交道路和桥梁
- 215省道
- 奉钱线
- 甬莞高速横溪互通
- 鄞横线
- 宁裘线
- 姜丽路
- 宁西线（立交跨越）
- 明曙路
- 明光路
- 明辉路
- 机场路（ 228国道）
- 方阳北路
- 奉化江大桥，跨越奉化江
- 汇诚路
- 214省道（立交跨越）
- 甬金高速洞桥互通
- 鄞横线
- 续接 荷梁线